# Stade de l'Empire
Pour les articles homonymes, voir Stade impérial (Londres) et Empire Field.
Le Stade de l'Empire (anglais : Empire Stadium) était un stade multifonction de football canadien, de football (soccer) et d'athlétisme, situé à Vancouver, Colombie-Britannique, Canada. 

## Histoire
Le stade fut construit afin d'accueillir les Jeux de l'Empire britannique et du Commonwealth de 1954. Il fut démoli en 1993, après que les clubs sportifs professionnels l'aient quitté pour le Stade BC Place.